# عبد الغني داود
كاتب و ناقد مسرحى من مواليد 3 ديسمبر عام 1939 بمحافظة دمياط مركز كفر سعد و هو مدير عام الارشيف القومى للفيلم و عمل تحت رئاسة الكاتب الكبير نجيب محفوظ بالهيئة العامة للسينما خلال فترة الستينات و تخرج في كلية الاداب قسم اللغة الانجليزية عام 1961 من جامعه عين شمس .
من اعمالة المسرحيات: شجر الصفصاف ـ الخليفة ـ غريب في بلبيس ـ الزفة ـ الموكب ـ الجازية الهلالية ـ اللعنة من فوق المنبر حلم الأباريق الفخارية ـ النوساني ـ تنوعات هلالية ـ أطياف الخيال ـ عزيزة ـ الغريق ـ السيل 0 2ـ النقد المسرحي: الأداء السياسي في مسرح الستينات ـ زكى طليمات
3ـ النقد السينمائي: من أجنده السينما المصرية ـ مخرجو السينما في مائة عام ـ هند رستم والطريق إلى النجومية ـ مدارس الأداء التمثيلي في تاريخ السينما المصرية ـ القاهرة في السينما التسجيلية 
4ـ النقد الأدبي: مبدعون بلا نقاد
5ـ ترجمات: مسرحية كرنفالية ـ كيبس ـ ملك الغرفة المظلمة ـ مسرح الشارع
وفاته :- 13-07-2024
جائزة أبو القاسم الشابي من تونس عن مسرحيته اللعنة من فوق المنبر تعد أبرز الجوائز المسرحية،
كما حصل في مصر على جائزة مستقلة هي جائزة ساويرس الثقافية عام 2014، وكانت بهجة خاصة لقدومها من المجتمع المدني
1. ↑  عبدالغنى، محمد السید عبدالغنى (1 نوفمبر 2022). "سمات الشخصیة المصریة في الکتابات الکلاسیکیة حتى قدوم الإسکندر لمصر-دراسة مصدریة". المؤرخ المصری. ج. 61 ع. 1: 1–29. DOI:10.21608/ehjc.2022.140164.1093. ISSN:2682-4728.
2. 1 2  شولي عاشور، كريستيان؛ خلوي، شميسة (21 أغسطس 2024). "مسألة الأسبقية في الكتابة – ألبير كامو / كاتب ياسين / كمال داود 1942-2013". Arabic Journal for Translation Studies. ج. 1 ع. 1: 165–179. DOI:10.63939/ajts.67v6y039. ISSN:2750-6142.